# Achada Tenda

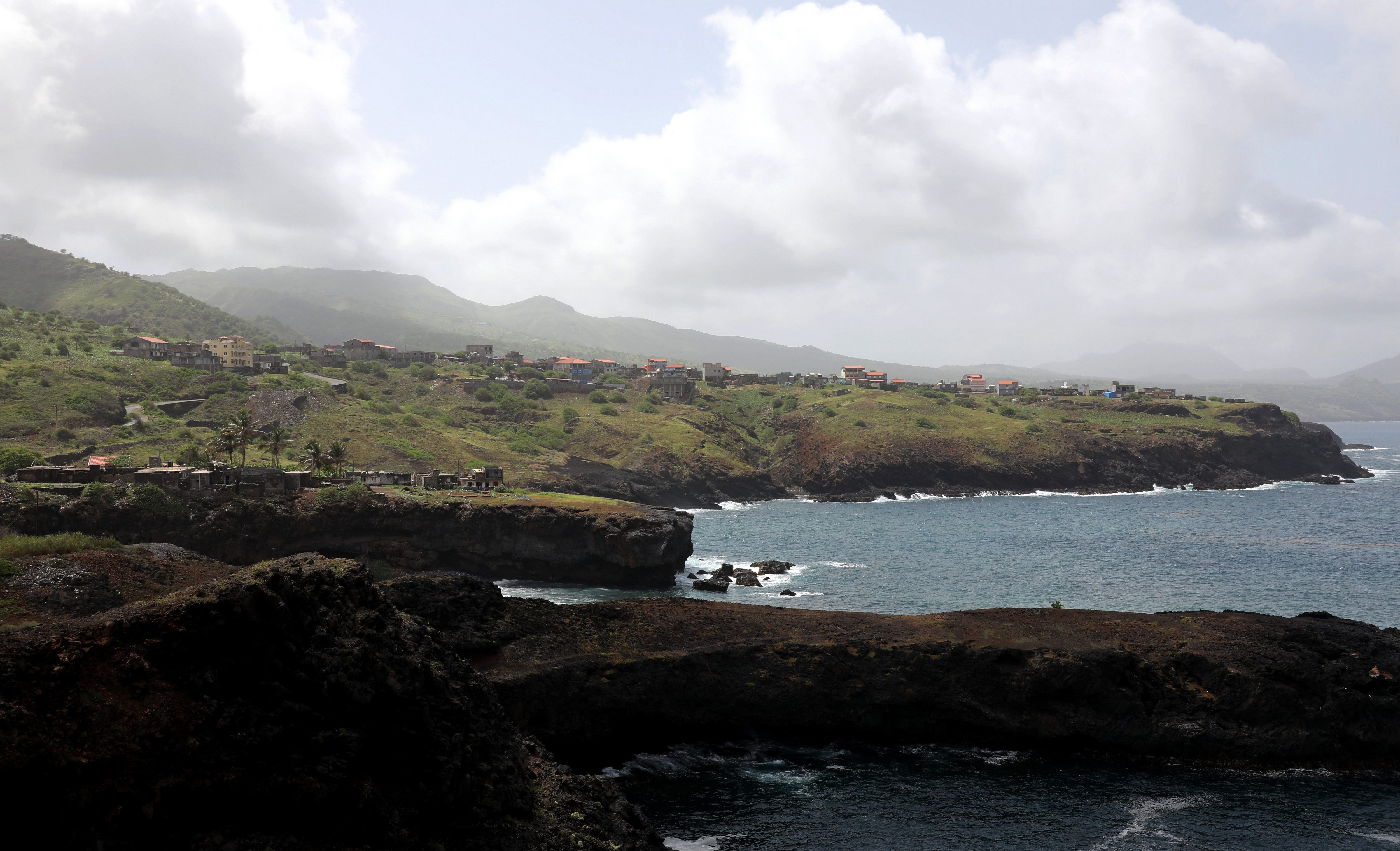

Achada Tenda és una vila al centre de l'illa de Santiago a l'arxipèlag de Cap Verd. Està situada a 10 kilòmetres al sud-est de Tarrafal. La petita badia de Porto Formoso es troba vora l'assentament.